# Elazar Shach
Elazar Menachem Man Shach (in ebraico אלעזר מנחם מן שך‎?; Vabalninkas, 1899 – Tel Aviv, 2 novembre 2001) è stato un rabbino e educatore lituano, ebreo ortodosso. 
È stato un leader Haredi a Bnei Brak, Israele, e importante talmudista. Ha officiato anche come uno dei tre co-decani della Yeshiva Ponevezh a Bnei Brak coi rabbini Shmuel Rozovsky e Dovid Povarsky. Ha fondato il partito politico israeliano Degel HaTorah, che rappresenta gli aschenaziti lituani nella  Knesset, molti dei quali lo considerano il più grande studioso della sua generazione.

## Opinioni sull'Olocausto
Shach ha affermato che eventi come l'Olocausto si verificano quando i peccati del popolo ebraico si sono accumulati, e devono essere puniti. Ha detto che "Dio ha tenuto conto di ogni peccato, in un conteggio nel corso di centinaia di anni, fino a quando il conteggio è arrivato a sei milioni di ebrei, ed è così che l'Olocausto si è verificato. Così deve credere l'ebreo, e se l'ebreo non ci crede completamente, allora egli è un eretico, e se noi non accettiamo questo come una punizione, allora è come se non credessimo nel Santo, Benedetto Egli sia ..."